# Hu Jieqing
Advertiment: en els noms xinesos el cognom va al davant, en aquest cas Hu.
Hu Xieqing (en xinès tradicional i simplificat: 胡絜青; pinyin: Hú Xiéqīng) fou una pintora contemporània pertanyent a l'ètnia manxú (concretament del clan de la “Bandera Vermella Plana”).
Va néixer el 23 de desembre de 1905 a Pequín, amb el nom de Yuzhen, i va morir el 21 de maig de 2001. Es va graduar a la Normal de Pequín el 1931. Va formar part del col·lectiu “Zhen She” format per estudiant entusiastes de la literatura. Casada amb l'escriptor manxú Shu Sheyu (Lao She), que va conèixer amb motiu d'una invitació per donar una conferència, els anys següents, va impartir classes de literatura. Arran de la guerra contra els invasors japonesos va travessar el territori ocupat per reunir-se amb el seu marit a Chongqiing. Va conèixer al cèlebre pintor Qi Baishi, L'any 1958 va aconseguir un contracte amb l'”Acadèmia de Pintura de Pequín”. Al llarg de la seva vida ha rebut diversos premis. El 1980 va exposar en solitari a Hong Kong. Va ser membre de l'”Associació d'Artistes de la Xina “ i de l'”Associació de Cal·lígrafs de la Xina” (Font: Lily Xiao Hong Lee).
Va estudiar pintura i cal·ligrafia amb Wang Konzi i més endavant (el 1950) amb el cèlebre Qi Baishi. La seva obra s'inspira en la pintura tradicional xinesa. S'especialitzà en la pintura de flors i ocells.